# Marin Skender
Marin Skender (Osijek, 12. kolovoza 1979.), hrvatski umirovljeni nogometni vratar. Trenutačno funkcionira kao glavni skaut i zamjenik sportskog direktira NK Osijeka. Brat je bivšeg nogometaša i nogometnog trenera Dine Skendera.
Marin Skender jedan je od najboljih vratara mlade generacije, te je figurirao kao najbolji vratar u Prvoj HNL. Karijeru je nakon drugoligaša Vukovara '91 nastavio u Gradskom vrtu. Nakon  NK Osijeka prelazi u NK Zagreb gdje igra jednu sezonu. 2010. do 2011. godine igra za  Dinamo Zagreb, kada 2012. prelazi u sadašnji klub FC Dila Gori iz Gruzije.
U sezoni 2005./2006. sezone odigrao je sve 32 utakmice Prve HNL, te je četvrti igrač po minutaži u ligi. Pauzirao je tek 26 minuta (ukupno 2.854). U sezoni 2006./07. je jedini igrač koji je odigrao puna 33 kola tj. imao je punu minutažu.